# Das Kapital lesen
Das Kapital lesen (im Original Lire le Capital) ist ein gemeinsames Werk von Louis Althusser, Étienne Balibar, Roger Establet, Pierre Macherey und Jacques Rancière, das im November 1965 in zwei Bänden in den Éditions François Maspero erschien, wo es, zusammen mit der Sammlung Pour Marx von Louis Althusser, die neue Kollektion „Théorie“ begründete. Es geht darin um eine Neulektüre des Kapitals von Karl Marx.

## Der Ursprung: ein Seminar der École normale supérieure
Lire le Capital ist eine Sammlung von Studien, die aus einem Seminar Louis Althussers entstanden – damals „agrégé-répétiteur“ (caïman) seit 1948 und Sekretär der Abteilung für Literatur ab 1950 – das er in einem Dutzend Sitzungen im Festsaal der École normale supérieure de la rue d’Ulm zwischen Ende Januar und Anfang April 1965 veranstaltete. Dieses Seminar ist Teil der Studieninhalte zur organisierten Forschung an der École normale supérieure. Die in den vorausgehenden Jahren abgehaltenen Seminare Louis Althussers hatten sich mit dem jungen Marx (1961–1962) befasst, mit den Ursprüngen des Strukturalismus (1962–1963) und mit Lacan und der Psychoanalyse (1963–1964).
Der Neulektüre des Kapitals von Marx und der Darlegung seiner philosophischen Relevanz gewidmet, stellt das Seminar von 1964–1965 eine Art Sichtung und Anwendungs-Prüfung des Erworbenen dar. Das Seminar wird gemeinsam von Louis Althusser, Étienne Balibar, Yves Duroux und Jacques Rancière vorbereitet, alle drei Schüler im fünften Jahr an der École normale supérieure. Robert Linhart, nach der Rückkehr von einer Studienreise nach Algerien, wo er im Sommer 1964 die dortigen Staatsbetriebe untersucht hat, nimmt an den vorbereitenden Beratungen teil. Pierre Macherey nimmt an den Sitzungen teil, während Roger Establet, auch er ehemaliger Schüler, später den Schlussbeitrag zum Werk verfasst.
Der Zuhörerkreis war größer als üblich, es waren aber nicht mehr als dreißig Personen. Das Seminar begann mit einer Ansprache Louis Althussers. Der erste Beitrag kam von Maurice Godelier, der die Themen der drei Artikel vorstellt, die er in der Zeitschrift Économie et politique veröffentlicht hat. Präsentationen von Rancière und Macherey folgen, dann schließlich Althusser und Balibar. Nach den Präsentationen folgen Diskussionen, an denen sich die Zuhörer beteiligen.

## Inhaltsverzeichnis
Louis Althusser, Vom ‚Kapital‘ zur Philosophie von Marx
Jacques Rancière, Der Begriff der Kritik und die Kritik der politischen Ökonomie von den Manuskripten von 1844 bis zum Kapital
I. La critique de l’économie politique dans les „Manuscrits de“ 1844
1. Le niveau de l’économie politique
2. l’élaboration critique
3. L’amphibologie et son fondement
4. Développement de la contradiction
5. Discours critique et discours scientifique

II. Critique et science dans „Le Capital“
1. Le problème du point de départ et la question critique
2. Structure du procès et perception du procès
3. La „Veräusserlichung“ et la constitution du fétichisme
4. Le monde enchanté

Pierre Macherey, Zum Darstellungsprozess im Kapital
I. Point de départ et analyse de la richesse
II. Analyse de la marchandise et apparition de la contradiction
III. Analyse de la valeur
Louis Althusser, Das Objekt des Kapitals
I. Avertissement
II. Marx et ses découvertes
III. Les mérites de l’économie classique
IV. Les défauts de l’économie classique. Esquisse du concept de temps historique
V. Le marxisme n’est pas un historicisme
VI. Propositions épistémologiques du „Capital“ (Marx, Engels)
VII. L’objet de l’„Économie politique“
VIII. La critique de Marx
IX. L’immense révolution théorique de Marx
Appendice: sur la „moyenne idéale“ et les formes de transition
Étienne Balibar, Grundbegriffe des historischen Materialismus
I. De la périodisation aux modes de production
II. Les éléments de la structure et leur histoire
III. De la reproduction
IV. Éléments pour une théorie du passage
Roger Establet, Vorstellung des (Aufbau-)Plans des Kapital
I. Présentation du « Capital » par Marx lui-même
II. Les articulations du „Capital“
III. Le champ théorique non élaboré mais exactement mesuré des livres I et II et son nom: « la concurrence »
IV. Définition de l’objet de la 2e partie de l’articulation II. Rapport de cet objet avec ses anticipations
V. Étude des sous-articulations de la 2e partie de l’articulation II
VI. Définition de l’articulation II
VII. Conclusion
In der neu überarbeiteten Ausgabe von 1971 (Bände 30 und 31 der „Petite Collecion“ Maspero) sind die Beiträge von Rancière, Macherey und Establet ausgelassen.

## Deutsche Übersetzungen
Klaus-Dieter Thiemes teilweise Übersetzung, die beide Texte Althussers und Balibars Aufsatz enthielt, wurde 1972 im Rowohlt-Verlag veröffentlicht. Der Merve Verlag veröffentlichte 1972 das Kapitel Jacques Rancières „Zum Begriff der Kritik und die Kritik der politischen Ökonomie“.
2015 erschien erstmals eine vollständige deutsche Übersetzung: Vollständige und ergänzte Ausgabe mit Retraktationen zum Kapital, herausgegeben von Frieder Otto Wolf unter Mitwirkung von Alexis Petrioli, übersetzt von Frieder Otto Wolf und Eva Pfaffenberger. Alex Demirović hebt in seiner Rezension in PROKLA 180 hervor, dass der Herausgeber und Übersetzer die Textveränderungen in den zwei französischen Ausgaben von 1965 und 1968 bzw. 1973 berücksichtigt habe. Außerdem habe er vergleichend die deutschen und die französischen Versionen der Texte von Marx herangezogen, was helfe, den Althusser‘schen Bezug auf sie genauer zu verstehen.

## Rezeption
Kiyoaki Hirata bezeichnete Das Kapital lesen als "eine philosophische Einmischung in die ganz Frankreich umfassende kapitalistische Kultur". Alain Lipietz zufolge half Das Kapital lesen zwar den französischen Marxismus von den Vereinfachungen, Determinismen und Mechanismen der stalinistischen Phase zu lösen, gleichzeitig habe es jedoch den ersten Teil von Das Kapital, in dem Marx das Verhältnis von Waren und Geld beschreibt, übergangen und damit zensiert.